# Melitaea nigra
Melitaea nigra är en fjärilsart som beskrevs av Balestre 1903. Melitaea nigra ingår i släktet Melitaea och familjen praktfjärilar. Inga underarter finns listade i Catalogue of Life.